# Sundgouw

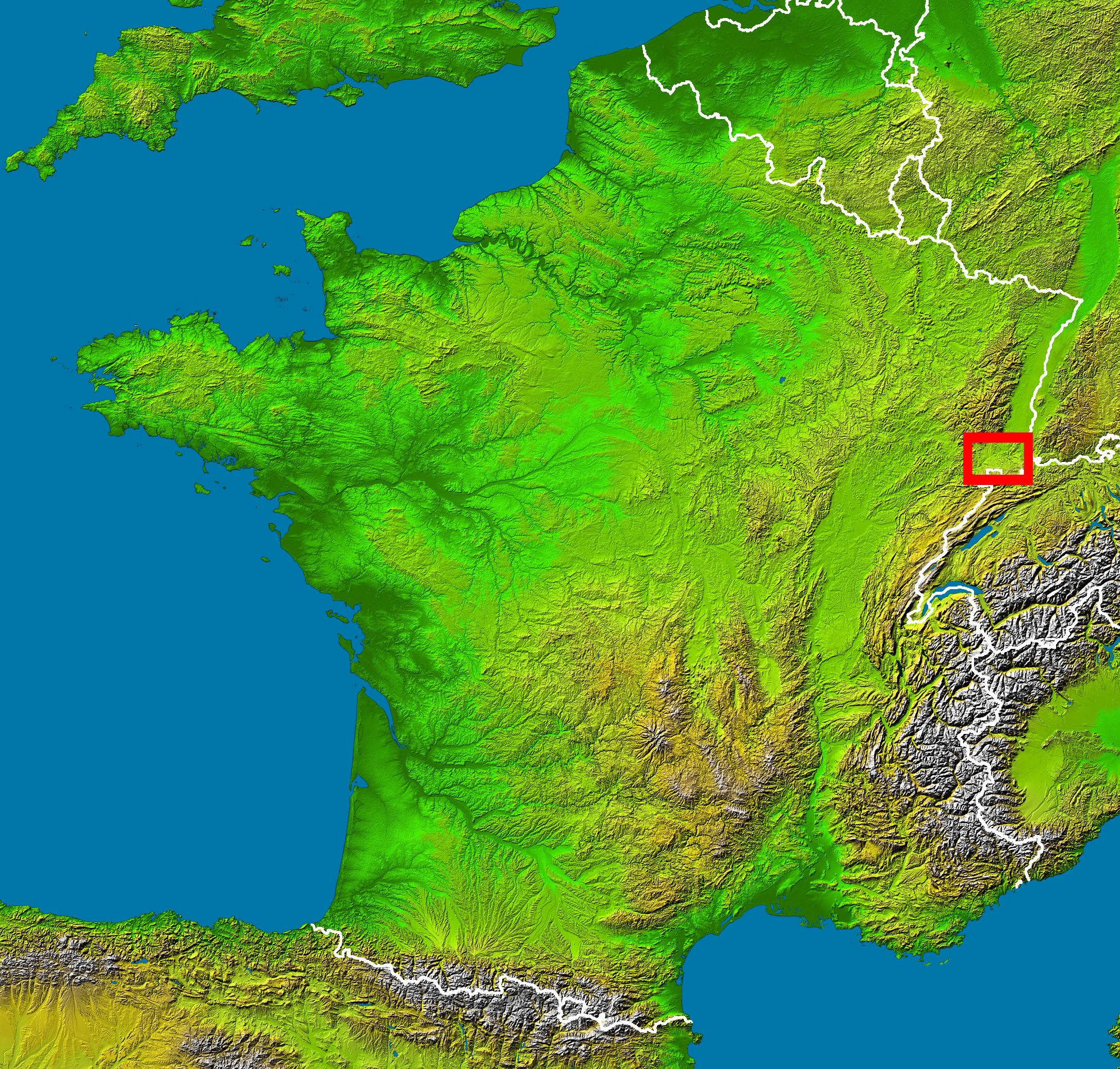
Locatie van Sundgouw

Sundgouw (Duits of Frans Sundgau; de Fransen zeggen "Soengo") is een streek in het Franse departement Haut-Rhin.

## Oorsprong van de naam
De naam betekent eigenlijk Zuidelijke gouw en het is inderdaad het zuidelijke deel van de Elzas, tussen Zwitserland en het Territoire de Belfort. De hoofdstad is Altkirch.

## Habsburgs bezit
De term Sundgouw werd later gebruikt om de Habsburgse bezittingen in de zuidelijke Elzas aan te geven. De Habsburgers voerden de naam echter niet in hun titels. reeds voor ze in het bezit waren van Oostenrijk waren de Habsburgers landgraaf van de Elzas. Sinds ongeveer 1300 voerde ze de titel landgraaf van de Opper-Elzas, maar later weer landgraaf van de Elzas. De eigenlijke macht lag in de Sundgouw, vooral nadat het daar gelegen graafschap Ferrette (Duits: Pfirt) in 1324 door een huwelijk met de erfdochter was verworven. De Sundgouw was het belangrijkste onderdeel van Voor-Oostenrijk.

## Karel de Stoute
Van 1469 tot 1474 was de Sundgouw verbonden met de Nederlanden. Karel de Stoute had de Sundgouw en de Breisgau toen als pand van de Habsburgers in bezit. Het lukte hem echter niet een blijvende verbinding tussen het hertogdom Bourgondië en de Nederlanden tot stand te brengen.

## Dertigjarige oorlog
Sundgouw werd tijdens de Dertigjarige Oorlog bezet door Zweedse en Franse legers. Uiteindelijk was in sommige streken wel tot tachtig procent van de bevolking vermoord of verjaagd.

## Inlijving bij Frankrijk

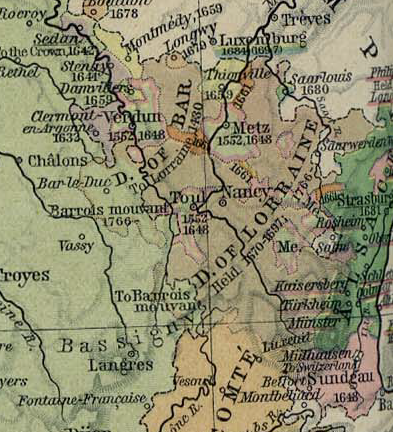
De Sundgouw (in het zuidoosten) in 1648

Bij de Vrede van Westfalen in 1648 moest de keizer in paragraaf 73 van het Verdrag van Münster de landgraafschappen Opper- en Neder-Elzas en de landvoogdij over de Decapolis aan Frankrijk afstaan. In paragraaf 74 werd de afstand verder uitgewerkt en daar is ook sprake van de Sundgouw. Een landgraafschap Neder-Elzas bestond helemaal niet, maar dat wilden de Franse onderhandelaars niet geloven. Al met al was een groot deel van het Vredesverdrag over de Elzas erg vaag en er volgde in de loop van de volgende eeuwen nog veel strijd over de rechten van Frankrijk en het Heilige Roomse Rijk in de Elzas. Voor de Sundgouw was het echter sinds 1648 duidelijk: de keizer had zowel als keizer als aartshertog van Oostenrijk afstand gedaan van alle rechten. Frankrijk bezat de volledige soevereiniteit. Voor Voor-Oostenrijk betekende het verlies van de Sundgouw ook het verlies van zijn hoofdstad Ensisheim. Sinds 1651 was Freiburg im Breisgau de hoofdstad van Voor-Oostenrijk.

## Tijdelijk bij Duitsland
Bij de Vrede van Frankfurt in 1871 werd de Sundgouw gesplitst. Het grootste deel werd onderdeel van het Duitse Rijksland Elzas-Lotharingen maar de Territoire de Belfort werd afgesplitst en bleef onderdeel van Frankrijk. Met het Verdrag van Versailles na de Eerste Wereldoorlog werd de Elzas-Lotharingen weer door Frankrijk ingelijfd en tijdens de Tweede Wereldoorlog was het zelfde deel van de Sundgouw tussen 1940 en 1944 tijdelijk Duits.